# 苏里乡
苏里乡，是中华人民共和国青海省海西蒙古族藏族自治州天峻县下辖的一个乡镇级行政单位。

## 行政区划
苏里乡下辖以下地区：
豆库尔牧委会、措尔岗牧委会、登陇牧委会、曲尔追牧委会和尕河牧委会。